# أياندي نكيلي
أياندي نكيلي (بالإنجليزية: Ayanda Nkili)‏ (11 سبتمبر 1990 بجنوب أفريقيا - ) هو لاعب كرة قدم جنوب أفريقي في مركز الدفاع. لعب مع نادي أوربرو وIFK Hässleholm ‏.

## روابط خارجية
- أياندي نكيلي على موقع اتحاد السويد (السويدية)
- أياندي نكيلي على موقع قاعدة بيانات كرة القدم.إي يو (الإنجليزية)
- أياندي نكيلي على موقع Soccerway.com (الإنجليزية)